# Peter Crüger

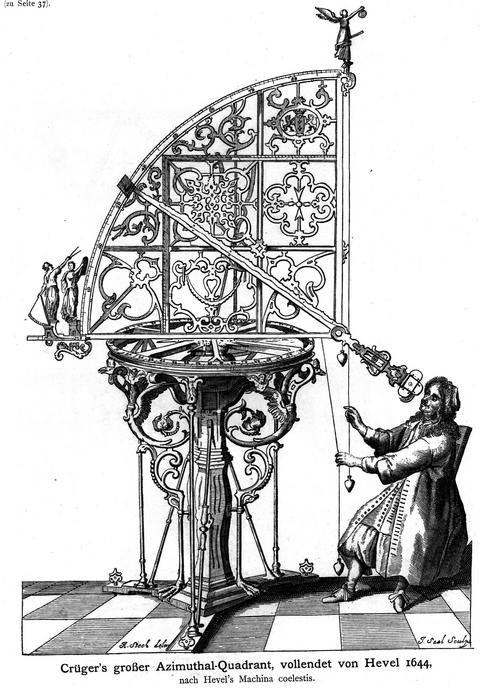
Cuadrante Acimutal de Crüger, completado por Johannes Hevelius 1644 (el observador es Hevelius)

Peter Crüger o Peter Krüger (20 de octubre de 1580, Königsberg (Królewiec)-6 de junio de 1639, Dantzig) fue un matemático, astrónomo y polímata alemán, alumno del célebre astrónomo Johannes Kepler.

## Vida
En los documentos científicos publicados en latín, su nombre común Krüger (palabra alemana para designar alfarero u hostelero), era latinizada, escribiéndose Crüger, al igual que en el caso de Nicolaus Copernicus. Esto le distingue de muchas otras personas llamadas Krüger, especialmente si se comparan con los pocos denominados Crüger.
Crüger estudió en Königsberg, Leipzig y fue alumno de Tycho Brahe y de Johannes Kepler antes de graduarse en 1606 en Wittenberg.
Por entonces Crüger se trasladó a la ciudad de Danzig (Gdańsk) donde trabajó durante el resto de su vida como profesor de poesía y matemáticas en la Danziger Akademikum (Academia de Danzig). Como filósofo y poeta, se le asocia con el poeta Johannes Plavius, quién en su obra Institutio Poetica menciona a Crüger en su introducción. Por su parte, Crüger dedicó un poema extremadamente laudatorio a Plavius, que aparece en el prefacio al Praecepta logicalia de Plavius.
Durante la Guerra de los Treinta Años un gran número de habitantes de Silesia se refugió de los reveses de la guerra en las ciudades del Báltico, entre ellos Andreas Gryphius, quien también residió durante un tiempo en Danzig y fue muy influido por el famoso matemático y astrónomo Peter Crüger. Como profesores de Gryphius, Crüger y Mochingert le dieron a conocer el nuevo estilo de poesía en lengua alemana. Gryphius escribió unos versos conmemorativos, cuando murió un hijo de Crüger en 1638. Años antes, Crüger también había trabado una gran amistad con Martin Opitz, "padre de poesía alemana", quien también vivió en Danzig.
Crüger publicó tratados sobre diversos temas científicos y contribuyó al progreso de la trigonometría, la geografía y la astronomía, también con el desarrollo de instrumentos astronómicos. Entre los años 1627 y 1630, Crüger fue profesor de un adolescente de la familia Hewelke, quien más tarde sería conocido como el célebre astrónomo Johannes Hevelius. Después de que Hevelius regresó a Danzig en 1634, un moribundo Crüger le persuadió para que continuase dedicado a la astronomía. Hevelius menciona con gratitud a Crüger en su Machina coelestis.

## Eponimia
- El cráter lunar Crüger lleva este nombre en su honor.